# Ryszard Mielnik
Ryszard Mielnik (ur. 16 maja 1924 we Lwowie, zm. 17 września 2000 w Rumi) – inżynier, przewodnik turystyczny, krajoznawca, pracownik Muzeum Historii Katowic, żołnierz Szarych Szeregów i Armii Krajowej.
W 1939 wstąpił do Pogotowia Harcerskiego, a następnie do Szarych Szeregów, walczył jako żołnierz Armii Krajowej.
W 1960 został członkiem Komisji Turystyki Kolarskiej PTTK w Katowicach, a w 1964 jej przewodniczącym. W 1965 ukończył Politechnikę Śląską, a w 1974 uzyskał tytuł magistra inżyniera mechanika. Od 1977 wiceprzewodniczący Komisji Turystyki Kolarskiej Zarządu Głównego PTTK (do 1981). Zasłużony w propagowaniu kolarstwa i organizowaniu zawodów i imprez kolarskich, m.in. AIT-PTTK (1959, 1964, 1971, 1977, 1986). Był także przodownikiem turystyki kolarskiej, przewodnikiem beskidzkim, terenowo-nizinnym, jurajskim i po Ojcowskim Parku Narodowym oraz instruktorem krajoznawstwa, a także wykładowcą kursów turystyki kolarskiej. Od 1989 członek honorowy PTTK. W latach 80. XX w. był pracownikiem Muzeum Historii Katowic, gdzie zorganizował Dział Hutnictwa (obecnie dział nie istnieje). Opublikował tam broszurę Z dziejów hutnictwa (Katowice 1984).
W 1975 był jednym z założycieli Osiedlowego Klubu Kolarskiego przy Spółdzielni Mieszkaniowej „Górnik" na os. Tysiąclecia w Katowicach.
Został odznaczony m.in. Krzyżem Kawalerskim Orderu Odrodzenia Polski, Złotym Krzyżem Zasługi, Krzyżem Walecznych, Krzyżem „Za Zasługi dla ZHP”, Medalem „Za zasługi dla obronności kraju”, Krzyżem Partyzanckim, Złotą Honorową Odznaką PTTK oraz odznaką Zasłużony Działacz Turystyki.
Został pochowany na cmentarzu przy ul. Brackiej w Katowicach-Dębie.